# Championnat de la ligue de snooker 2020 (épreuve 2)
La deuxième épreuve du championnat de la ligue 2020 est une compétition de snooker professionnelle, de catégorie non classée, se déroulant à la Marshall Arena de Milton Keynes, du 1er juin 2020 au 11 juin 2020. Contrairement aux autres éditions, le tournoi réunit 64 joueurs professionnels, contre 32 habituellement.
La compétition est mise en place par la WPBSA, en collaboration avec Matchroom Sport, société de promotion d’événements sportifs. Fondée en pleine crise du coronavirus, la compétition fait du snooker le premier sport de haut niveau à faire son retour. Pour cette édition spéciale, c'est Eurosport qui assurera la diffusion du tournoi en Europe.

## Déroulement

### Faits marquants
Luca Brecel remporte l'épreuve après avoir terminé en tête du groupe des vainqueurs, devant Ben Woollaston, Stuart Bingham et Ryan Day.

### Mesures
En raison de la pandémie de coronavirus, des mesures sanitaires strictes vont être introduites sur place. Les joueurs, les arbitres, ainsi que le personnel seront soumis à des tests avant l'accès au site. Il faudra des résultats négatifs à ces tests pour pouvoir entrer dans la Marshall Arena. Les matchs de groupes se joueront sur une journée, afin que les joueurs ne quittent pas les lieux pendant l'ensemble de la journée.
Malgré des mesures sanitaires strictes, le tenant du titre Scott Donaldson a choisi de ne pas participer.
Parmi les autres mesures, on retrouve :
- Une distanciation sociale au sein du site
- Les joueurs doivent respecter une distance d'au moins deux mètres pendant les matchs
- Les joueurs doivent se laver les mains avec des gels hydroalcooliques avant chaque rencontre ; les poignées de main sont interdites
- Les arbitres doivent aussi respecter une distance de deux mètres avec les joueurs
- La famille des joueurs n'est pas autorisée à assister aux rencontres
- Le personnel de première nécessité (uniquement) a accès au site

### Fonctionnement

#### Matchs de groupes
Les matchs de groupes se déroulent du 1er au 8 juin. Les joueurs sont répartis dans seize groupes, soit quatre joueurs par groupes. Les joueurs se rencontrent à tour de rôle : le joueur qui finit en tête du groupe se qualifie pour la suite de la compétition.
Les joueurs reçoivent trois points pour une victoire et un point pour un match nul. 

#### Groupes des vainqueurs
Comme dans la version classique du championnat de la ligue, il y a une session avec des groupes des vainqueurs. Les seize premiers de chaque groupe y sont qualifiés. Cette étape du tournoi se joue du 9 au 10 juin. Ces seize joueurs sont répartis en quatre groupes ; soit deux groupes disputés par jour. Le premier de chaque groupe peut poursuivre la compétition.

#### Phases finales
Contrairement au tournoi habituel, une dernière phase vient s'ajouter : la phase finale. Cette étape dure une journée et les quatre rescapés s'affrontent. Le vainqueur des phases finales succédera à Scott Donaldson, dernier vainqueur du tournoi.

## Dotation[4]
Matchs de groupes :
- Vainqueur : 4 000 £
- Deuxième : 2 000 £
- Troisième : 1 500 £
- Quatrième : 1 000 £

Groupes des vainqueurs :
- Vainqueur : 6 000 £
- Deuxième : 2 500 £
- Troisième : 2 000 £
- Quatrième : 1 500 £

Phases finales :
- Vainqueur : 20 000 £
- Deuxième : 8 000 £
- Troisième : 4 000 £
- Quatrième : 2 000 £

Dotation totale : 218 000 £

## Résultats

### Phase de groupes

#### Groupe 1
Les matchs se jouent le samedi 6 juin 2020.
Stuart Bingham et Ricky Walden sont tous les deux en tête du groupe. Bingham prend l'avantage sur Walden, avec un break de 94 contre 89.

##### Matchs
- Stuart Bingham 3-0  Jamie Clarke
- Ricky Walden 2-2  Jordan Brown
- Ricky Walden 3-0  Jamie Clarke
- Stuart Bingham 2-2  Jordan Brown
- Stuart Bingham 2-2  Ricky Walden
- Jordan Brown 0-3  Jamie Clarke

##### Tableau
| Pos. | Joueur         | J | G | N | P | Mp | Mc | D  |                                             |
| ---- | -------------- | - | - | - | - | -- | -- | -- | ------------------------------------------- |
| 1    | Stuart Bingham | 3 | 1 | 2 | 0 | 7  | 4  | +3 | Qualification pour le groupe des vainqueurs |
| 2    | Ricky Walden   | 3 | 1 | 2 | 0 | 7  | 4  | +3 | Élimination de la compétition               |
| 3    | Jamie Clarke   | 3 | 1 | 0 | 2 | 3  | 6  | -3 | Élimination de la compétition               |
| 4    | Jordan Brown   | 3 | 0 | 2 | 1 | 4  | 7  | -3 | Élimination de la compétition               |

#### Groupe 2
Les matchs se jouent le lundi 1er juin 2020.

##### Matchs
- Judd Trump 3-0  David Grace
- Daniel Wells 1-3  Elliot Slessor
- Daniel Wells 2-2  David Grace
- Judd Trump 3-1  Elliot Slessor
- Elliot Slessor 3-1  David Grace
- Judd Trump 3-1  Daniel Wells

##### Tableau
| Pos. | Joueur         | J | G | N | P | Mp | Mc | D  |                                             |
| ---- | -------------- | - | - | - | - | -- | -- | -- | ------------------------------------------- |
| 1    | Judd Trump     | 3 | 3 | 0 | 0 | 9  | 2  | +7 | Qualification pour le groupe des vainqueurs |
| 2    | Elliot Slessor | 3 | 2 | 0 | 1 | 7  | 5  | +2 | Élimination de la compétition               |
| 3    | Daniel Wells   | 3 | 0 | 1 | 2 | 4  | 8  | -4 | Élimination de la compétition               |
| 4    | David Grace    | 3 | 0 | 1 | 2 | 3  | 8  | -5 | Élimination de la compétition               |

#### Groupe 3
Les matchs se jouent le mardi 2 juin 2020.

##### Matchs
- Mark Davis 1-3  Mark Joyce
- Michael Holt 3-1  Louis Heathcote
- Mark Davis 2-2  Louis Heathcote
- Michael Holt 1-3  Mark Joyce
- Michael Holt 1-3  Mark Davis
- Mark Joyce 3-1  Louis Heathcote

##### Tableau
| Pos. | Joueur          | J | G | N | P | Mp | Mc | D  |                                             |
| ---- | --------------- | - | - | - | - | -- | -- | -- | ------------------------------------------- |
| 1    | Mark Joyce      | 3 | 3 | 0 | 0 | 9  | 3  | +6 | Qualification pour le groupe des vainqueurs |
| 2    | Mark Davis      | 3 | 1 | 1 | 1 | 6  | 6  | 0  | Élimination de la compétition               |
| 3    | Michael Holt    | 3 | 1 | 0 | 2 | 5  | 7  | -2 | Élimination de la compétition               |
| 4    | Louis Heathcote | 3 | 0 | 1 | 2 | 4  | 8  | -4 | Élimination de la compétition               |

#### Groupe 4
Les matchs se jouent le mercredi 3 juin 2020.

##### Matchs
- Mark King 1-3  Sam Baird
- Joe Perry 2-2  Harvey Chandler
- Joe Perry 2-2  Sam Baird
- Mark King 1-3  Harvey Chandler
- Joe Perry 2-2  Mark King
- Sam Baird 1-3  Harvey Chandler

##### Tableau
| Pos. | Joueur          | J | G | N | P | Mp | Mc | D  |                                             |
| ---- | --------------- | - | - | - | - | -- | -- | -- | ------------------------------------------- |
| 1    | Harvey Chandler | 3 | 2 | 1 | 0 | 8  | 4  | +4 | Qualification pour le groupe des vainqueurs |
| 2    | Sam Baird       | 3 | 1 | 1 | 1 | 6  | 6  | 0  | Élimination de la compétition               |
| 3    | Joe Perry       | 3 | 0 | 3 | 0 | 6  | 6  | 0  | Élimination de la compétition               |
| 4    | Mark King       | 3 | 0 | 1 | 2 | 4  | 8  | -4 | Élimination de la compétition               |

#### Groupe 5
Les matchs se jouent le jeudi 4 juin 2020.

##### Matchs
- Mark Selby 3-1  Lee Walker

- Liang Wenbo 3-1  Joe O'Connor
- Liang Wenbo 3-0  Lee Walker
- Mark Selby 2-2  Joe O'Connor
- Joe O'Connor 3-1  Lee Walker
- Mark Selby 0-3  Liang Wenbo

##### Tableau
| Pos. | Joueur       | J | G | N | P | Mp | Mc | D  |                                             |
| ---- | ------------ | - | - | - | - | -- | -- | -- | ------------------------------------------- |
| 1    | Liang Wenbo  | 3 | 3 | 0 | 0 | 9  | 1  | +8 | Qualification pour le groupe des vainqueurs |
| 2    | Joe O'Connor | 3 | 1 | 1 | 1 | 6  | 6  | 0  | Élimination de la compétition               |
| 3    | Mark Selby   | 3 | 1 | 1 | 1 | 5  | 6  | -1 | Élimination de la compétition               |
| 4    | Lee Walker   | 3 | 0 | 0 | 3 | 2  | 9  | -7 | Élimination de la compétition               |

#### Groupe 6
Les matchs se jouent le samedi 8 juin 2020.

##### Matchs
- Matthew Selt 0-3  Sam Craigie
- Ali Carter 1-3  Dominic Dale
- Ali Carter 2-2  Sam Craigie
- Matthew Selt 2-2  Dominic Dale
- Ali Carter 3-1  Matthew Selt
- Sam Craigie 3-0  Dominic Dale

##### Tableau
| Pos. | Joueur       | J | G | N | P | Mp | Mc | D  |                                             |
| ---- | ------------ | - | - | - | - | -- | -- | -- | ------------------------------------------- |
| 1    | Sam Craigie  | 3 | 2 | 1 | 0 | 8  | 2  | +6 | Qualification pour le groupe des vainqueurs |
| 2    | Ali Carter   | 3 | 1 | 1 | 1 | 6  | 6  | 0  | Élimination de la compétition               |
| 3    | Dominic Dale | 3 | 1 | 1 | 1 | 5  | 6  | -1 | Élimination de la compétition               |
| 4    | Matthew Selt | 3 | 0 | 1 | 2 | 3  | 8  | -5 | Élimination de la compétition               |

#### Groupe 7
Les matchs se jouent le dimanche 7 juin 2020.

##### Matchs
- Anthony McGill 2-2  Craig Steadman
- Barry Hawkins 3-0  Hammad Miah
- Barry Hawkins 3-0  Craig Steadman
- Anthony McGill 3-1  Hammad Miah
- Barry Hawkins 2-2  Anthony McGill
- Craig Steadman 0-3  Hammad Miah

##### Tableau
| Pos. | Joueur         | J | G | N | P | Mp | Mc | D  |                                             |
| ---- | -------------- | - | - | - | - | -- | -- | -- | ------------------------------------------- |
| 1    | Barry Hawkins  | 3 | 2 | 1 | 0 | 8  | 2  | +6 | Qualification pour le groupe des vainqueurs |
| 2    | Anthony McGill | 3 | 1 | 2 | 0 | 7  | 5  | +2 | Élimination de la compétition               |
| 3    | Hammad Miah    | 3 | 1 | 0 | 2 | 4  | 6  | -2 | Élimination de la compétition               |
| 3    | Craig Steadman | 3 | 0 | 1 | 2 | 2  | 5  | -3 | Élimination de la compétition               |

#### Groupe 8
Les matchs se jouent le samedi 6 juin 2020.

##### Matchs
- Ben Woollaston 3-0  Liam Highfield
- Jimmy Robertson 3-0  Thor Chuan Leong
- Jimmy Robertson 2-2  Liam Highfield
- Ben Woollaston 3-0  Thor Chuan Leong
- Liam Highfield 3-0  Thor Chuan Leong
- Jimmy Robertson 2-2  Ben Woollaston

##### Tableau
| Pos. | Joueur           | J | G | N | P | Mp | Mc | D  |                                             |
| ---- | ---------------- | - | - | - | - | -- | -- | -- | ------------------------------------------- |
| 1    | Ben Woollaston   | 3 | 2 | 1 | 0 | 8  | 2  | +6 | Qualification pour le groupe des vainqueurs |
| 2    | Jimmy Robertson  | 3 | 1 | 2 | 0 | 8  | 2  | +6 | Élimination de la compétition               |
| 3    | Liam Highfield   | 3 | 1 | 1 | 1 | 5  | 5  | 0  | Élimination de la compétition               |
| 4    | Thor Chuan Leong | 3 | 0 | 0 | 3 | 0  | 9  | -9 | Élimination de la compétition               |

#### Groupe 9
Les matchs se jouent le mardi 2 juin 2020.
Luca Brecel et Jack Lisowski sont tous les deux en tête du groupe. Brecel prend l'avantage sur Lisowski, avec un break de 138 contre 104.

##### Matchs
- Jack Lisowski 3-0  Oliver Lines
- Luca Brecel 2-2 Robbie Williams
- Luca Brecel 3-0  Oliver Lines
- Jack Lisowski 2-2  Robbie Williams
- Robbie Williams 0-3  Oliver Lines
- Jack Lisowski 2-2  Luca Brecel

##### Tableau
| Pos. | Joueur          | J | G | N | P | Mp | Mc | D  |                                             |
| ---- | --------------- | - | - | - | - | -- | -- | -- | ------------------------------------------- |
| 1    | Luca Brecel     | 3 | 1 | 2 | 0 | 7  | 4  | +3 | Qualification pour le groupe des vainqueurs |
| 2    | Jack Lisowski   | 3 | 1 | 2 | 0 | 7  | 4  | +3 | Élimination de la compétition               |
| 3    | Oliver Lines    | 3 | 1 | 0 | 2 | 3  | 6  | -3 | Élimination de la compétition               |
| 4    | Robbie Williams | 3 | 0 | 2 | 1 | 4  | 7  | -3 | Élimination de la compétition               |

#### Groupe 10
Les matchs se jouent le vendredi 5 juin 2020.

##### Matchs
- Ronnie O'Sullivan 3-0  Kishan Hirani
- Chris Wakelin 3-0  Michael Georgiou
- Chris Wakelin 2-2  Kishan Hirani
- Ronnie O'Sullivan 3-0  Michael Georgiou
- Ronnie O'Sullivan 3-0  Chris Wakelin
- Michael Georgiou 1-3  Kishan Hirani

##### Tableau
| Pos. | Joueur            | J | G | N | P | Mp | Mc | D  |                                             |
| ---- | ----------------- | - | - | - | - | -- | -- | -- | ------------------------------------------- |
| 1    | Ronnie O'Sullivan | 3 | 3 | 0 | 0 | 9  | 0  | +9 | Qualification pour le groupe des vainqueurs |
| 2    | Chris Wakelin     | 3 | 1 | 1 | 1 | 5  | 5  | 0  | Élimination de la compétition               |
| 3    | Kishan Hirani     | 3 | 1 | 1 | 1 | 5  | 6  | -1 | Élimination de la compétition               |
| 4    | Michael Georgiou  | 3 | 0 | 0 | 3 | 1  | 9  | -8 | Élimination de la compétition               |

#### Groupe 11
Les matchs se jouent le lundi 8 juin 2020.

##### Matchs
- Mark Allen 3-1  Nigel Bond
- Martin O'Donnell 3-0  Michael White
- Martin O'Donnell 3-1  Nigel Bond
- Mark Allen 3-1  Michael White
- Michael White 3-0  Nigel Bond
- Mark Allen 2-2  Martin O'Donnell

##### Tableau
| Pos. | Joueur           | J | G | N | P | Mp | Mc | D  |                                             |
| ---- | ---------------- | - | - | - | - | -- | -- | -- | ------------------------------------------- |
| 1    | Martin O'Donnell | 3 | 2 | 1 | 0 | 8  | 3  | +5 | Qualification pour le groupe des vainqueurs |
| 2    | Mark Allen       | 3 | 2 | 1 | 0 | 8  | 4  | +4 | Élimination de la compétition               |
| 3    | Michael White    | 3 | 1 | 0 | 2 | 4  | 6  | -2 | Élimination de la compétition               |
| 4    | Nigel Bond       | 3 | 0 | 0 | 3 | 2  | 9  | -7 | Élimination de la compétition               |

#### Groupe 12
Les matchs se jouent le mercredi 3 juin 2020.

##### Matchs
- Kyren Wilson 2-2  Chen Feilong
- Ryan Day 3-0  Alfie Burden
- Ryan Day 2-2  Chen Feilong
- Kyren Wilson 3-0  Alfie Burden
- Alfie Burden 3-0  Chen Feilong
- Kyren Wilson 1-3  Ryan Day

##### Tableau
| Pos. | Joueur       | J | G | N | P | Mp | Mc | D  |                                             |
| ---- | ------------ | - | - | - | - | -- | -- | -- | ------------------------------------------- |
| 1    | Ryan Day     | 3 | 2 | 1 | 0 | 8  | 3  | +5 | Qualification pour le groupe des vainqueurs |
| 2    | Kyren Wilson | 3 | 1 | 1 | 1 | 6  | 5  | +1 | Élimination de la compétition               |
| 3    | Alfie Burden | 3 | 1 | 0 | 2 | 3  | 6  | -3 | Élimination de la compétition               |
| 4    | Chen Feilong | 3 | 0 | 2 | 1 | 4  | 7  | -3 | Élimination de la compétition               |

#### Groupe 13
Les matchs se jouent le lundi 1er juin 2020.

##### Matchs
- Stuart Carrington 3-1  Jak Jones
- David Gilbert 3-0  Jackson Page
- David Gilbert 2-2  Jak Jones
- Stuart Carrington 2-2  Jackson Page
- David Gilbert 3-0  Stuart Carrington
- Jak Jones 0-3  Jackson Page

##### Tableau
| Pos. | Joueur            | J | G | N | P | Mp | Mc | D  |                                             |
| ---- | ----------------- | - | - | - | - | -- | -- | -- | ------------------------------------------- |
| 1    | David Gilbert     | 3 | 2 | 1 | 0 | 8  | 2  | +6 | Qualification pour le groupe des vainqueurs |
| 2    | Jackson Page      | 3 | 1 | 1 | 1 | 5  | 5  | 0  | Élimination de la compétition               |
| 3    | Stuart Carrington | 3 | 1 | 1 | 1 | 5  | 6  | -1 | Élimination de la compétition               |
| 4    | Jak Jones         | 3 | 0 | 1 | 2 | 3  | 8  | -5 | Élimination de la compétition               |

#### Groupe 14
Les matchs se jouent le jeudi 4 juin 2020.

##### Matchs
- Gerard Greene 3-1  John Astley
- Gary Wilson 3-0  Mitchell Mann
- Gary Wilson 3-1  John Astley
- Gerard Greene 2-2  Mitchell Mann
- Gary Wilson 3-0  Gerard Greene
- John Astley 2-2  Mitchell Mann

##### Tableau
| Pos. | Joueur        | J | G | N | P | Mp | Mc | D  |                                             |
| ---- | ------------- | - | - | - | - | -- | -- | -- | ------------------------------------------- |
| 1    | Gary Wilson   | 3 | 3 | 0 | 0 | 9  | 1  | +8 | Qualification pour le groupe des vainqueurs |
| 2    | Gerard Greene | 3 | 1 | 1 | 1 | 5  | 6  | -1 | Élimination de la compétition               |
| 3    | Mitchell Mann | 3 | 0 | 2 | 1 | 4  | 7  | -3 | Élimination de la compétition               |
| 4    | John Astley   | 3 | 0 | 1 | 2 | 4  | 8  | -4 | Élimination de la compétition               |

#### Groupe 15
Les matchs se jouent le vendredi 5 juin 2020.

##### Matchs
- Robert Milkins 3-0  Mike Dunn
- Tom Ford 3-0  Ian Burns
- Tom Ford 3-0  Mike Dunn
- Robert Milkins 2-2  Ian Burns
- Tom Ford 3-1  Robert Milkins
- Mike Dunn 1-3  Ian Burns

##### Tableau
| Pos. | Joueur         | J | G | N | P | Mp | Mc | D  |                                             |
| ---- | -------------- | - | - | - | - | -- | -- | -- | ------------------------------------------- |
| 1    | Tom Ford       | 3 | 3 | 0 | 0 | 9  | 1  | +8 | Qualification pour le groupe des vainqueurs |
| 2    | Robert Milkins | 3 | 1 | 1 | 1 | 6  | 5  | +1 | Élimination de la compétition               |
| 3    | Ian Burns      | 3 | 1 | 1 | 1 | 5  | 6  | -1 | Élimination de la compétition               |
| 4    | Mike Dunn      | 3 | 0 | 0 | 3 | 1  | 9  | -8 | Élimination de la compétition               |

#### Groupe 16
Les matchs se jouent le dimanche 7 juin 2020.

##### Matchs
- Neil Robertson 1-3  Ashley Carty
- Kurt Maflin 1-3  Ken Doherty
- Kurt Maflin 2-2  Ashley Carty
- Neil Robertson 2-2  Ken Doherty
- Neil Robertson 3-1  Kurt Maflin
- Ken Doherty 1-3  Ashley Carty

##### Tableau
| Pos. | Joueur         | J | G | N | P | Mp | Mc | D  |                                             |
| ---- | -------------- | - | - | - | - | -- | -- | -- | ------------------------------------------- |
| 1    | Ashley Carty   | 3 | 2 | 1 | 0 | 8  | 4  | +4 | Qualification pour le groupe des vainqueurs |
| 2    | Neil Robertson | 3 | 1 | 1 | 1 | 6  | 6  | 0  | Élimination de la compétition               |
| 3    | Ken Doherty    | 3 | 1 | 1 | 1 | 6  | 6  | 0  | Élimination de la compétition               |
| 4    | Kurt Maflin    | 3 | 0 | 1 | 2 | 4  | 8  | -4 | Élimination de la compétition               |

### Groupes des vainqueurs

#### Groupe A
Les matchs se jouent le mercredi 10 juin 2020.

##### Matchs
- Luca Brecel 2-2  Mark Joyce
- Gary Wilson 1-3  Ashley Carty
- Gary Wilson 3-0  Mark Joyce
- Luca Brecel 3-1  Ashley Carty
- Gary Wilson 2-2  Luca Brecel
- Mark Joyce 3-1  Ashley Carty

##### Tableau
| Pos. | Joueur       | J | G | N | P | Mp | Mc | D  |                                             |
| ---- | ------------ | - | - | - | - | -- | -- | -- | ------------------------------------------- |
| 1    | Luca Brecel  | 3 | 1 | 2 | 0 | 7  | 5  | +2 | Qualification pour le groupe des vainqueurs |
| 2    | Gary Wilson  | 3 | 1 | 1 | 1 | 6  | 5  | +1 | Élimination de la compétition               |
| 3    | Mark Joyce   | 3 | 1 | 1 | 1 | 5  | 6  | -1 | Élimination de la compétition               |
| 4    | Ashley Carty | 3 | 1 | 0 | 2 | 5  | 7  | -2 | Élimination de la compétition               |

#### Groupe B
Les matchs se jouent le mercredi 10 juin 2020.

##### Matchs
- Judd Trump 0-3  Ryan Day
- David Gilbert 2-2  Barry Hawkins
- David Gilbert 2-2  Ryan Day
- Judd Trump 3-1  Barry Hawkins
- Judd Trump 2-2  David Gilbert
- Barry Hawkins 2-2  Ryan Day

##### Tableau
| Pos. | Joueur        | J | G | P | Mp | Mc | D |    |                                             |
| ---- | ------------- | - | - | - | -- | -- | - | -- | ------------------------------------------- |
| 1    | Ryan Day      | 3 | 1 | 2 | 0  | 7  | 4 | +3 | Qualification pour le groupe des vainqueurs |
| 2    | Judd Trump    | 3 | 1 | 1 | 1  | 5  | 6 | -1 | Élimination de la compétition               |
| 3    | David Gilbert | 3 | 0 | 3 | 0  | 6  | 6 | 0  | Élimination de la compétition               |
| 4    | Barry Hawkins | 3 | 0 | 2 | 1  | 5  | 7 | -2 | Élimination de la compétition               |

#### Groupe C
Les matchs se jouent le mardi 9 juin 2020.

##### Matchs
- Ronnie O'Sullivan 3-0  Harvey Chandler
- Stuart Bingham 1-3  Sam Craigie
- Stuart Bingham 3-0  Harvey Chandler
- Ronnie O'Sullivan 3-1  Sam Craigie
- Ronnie O'Sullivan 0-3  Stuart Bingham
- Sam Craigie 3-0  Harvey Chandler

##### Tableau
| Pos. | Joueur            | J | G | N | P | Mp | Mc | D  |                                             |
| ---- | ----------------- | - | - | - | - | -- | -- | -- | ------------------------------------------- |
| 1    | Stuart Bingham    | 3 | 2 | 0 | 1 | 7  | 3  | +4 | Qualification pour le groupe des vainqueurs |
| 2    | Sam Craigie       | 3 | 2 | 0 | 1 | 7  | 4  | +3 | Élimination de la compétition               |
| 3    | Ronnie O'Sullivan | 3 | 2 | 0 | 1 | 6  | 4  | +2 | Élimination de la compétition               |
| 4    | Harvey Chandler   | 3 | 0 | 0 | 3 | 0  | 9  | -9 | Élimination de la compétition               |

#### Groupe D
Les matchs se jouent le mardi 9 juin 2020.

##### Matchs
- Tom Ford 2-2  Liang Wenbo
- Martin O'Donnell 3-1  Ben Woollaston
- Martin O'Donnell 3-1  Liang Wenbo
- Tom Ford 0-3  Ben Woollaston
- Tom Ford 3-1  Martin O'Donnell
- Liang Wenbo 0-3  Ben Woollaston

##### Tableau
| Pos. | Joueur           | J | G | N | P | Mp | Mc | D  |                                             |
| ---- | ---------------- | - | - | - | - | -- | -- | -- | ------------------------------------------- |
| 1    | Ben Woollaston   | 3 | 2 | 0 | 1 | 7  | 3  | +4 | Qualification pour le groupe des vainqueurs |
| 2    | Martin O'Donnell | 3 | 2 | 0 | 1 | 7  | 5  | +2 | Élimination de la compétition               |
| 3    | Tom Ford         | 3 | 1 | 1 | 1 | 5  | 6  | -1 | Élimination de la compétition               |
| 4    | Liang Wenbo      | 3 | 0 | 1 | 2 | 3  | 8  | -5 | Élimination de la compétition               |

### Phase finale
Les matchs se jouent le jeudi 11 juin 2020.

#### Matchs
- Stuart Bingham 0-3  Luca Brecel
- Ryan Day 1-3  Ben Woollaston
- Ryan Day 2-2  Luca Brecel
- Stuart Bingham 3-1  Ben Woollaston
- Stuart Bingham 2-2  Ryan Day
- Luca Brecel 2-2  Ben Woollaston

#### Tableau
| Pos. | Joueur         | J | G | N | P | Mp | Mc | D  |                               |
| ---- | -------------- | - | - | - | - | -- | -- | -- | ----------------------------- |
| 1    | Luca Brecel    | 3 | 1 | 2 | 0 | 7  | 4  | +3 | Vainqueur du tournoi          |
| 2    | Ben Woollaston | 3 | 1 | 1 | 1 | 6  | 6  | 0  | Élimination de la compétition |
| 3    | Stuart Bingham | 3 | 1 | 1 | 1 | 5  | 6  | -1 | Élimination de la compétition |
| 4    | Ryan Day       | 3 | 0 | 2 | 1 | 5  | 7  | -2 | Élimination de la compétition |

## Centuries
- 143 (5)  Joe O'Connor
- 141 (FG), 134 (D), 127, 126, 101  Ben Woollaston
- 138 (9), 111, 109, 106, 105  Luca Brecel
- 137 (6)  Matthew Selt
- 136  Oliver Lines
- 134 (14), 132 (A), 125, 107, 100  Gary Wilson
- 131, 123  Sam Craigie
- 130 (B), 114  Barry Hawkins
- 130 (15)  Tom Ford
- 128  Martin O'Donnell
- 122, 107, 105, 103  Ryan Day
- 121 (3)  Louis Heathcote
- 120, 117, 100 (13)  David Gilbert
- 119 (10)  Chris Wakelin
- 119 (16), 107, 106  Neil Robertson
- 117, 103, 100  Liang Wenbo
- 116, 112, 104 (C), 101  Ronnie O'Sullivan
- 114  Ali Carter
- 111 (12)  Kyren Wilson
- 107 (7), 106  Anthony McGill
- 106 (2)  Elliot Slessor
- 105 (1)  Jamie Clarke
- 104   Jack Lisowski
- 102  Chen Feilong
- 101 (4)  Harvey Chandler
- 101  Mark Joyce

En gras : meilleur break dans le groupe indiqué entre parenthèses.